# Нематов, Хамиджон Халикович
Хамиджон Халикович Нематов (узб. Xamidjon Xalikovich Nematov) — узбекский юрист и государственный деятель. Хоким Ферганской области (август 2009 — 5 ноября 2011).

## Биография
Являлся заместителем начальника Главного следственного управления — начальника управления по расследованию преступлений Генеральной прокуратуры Республики Узбекистан, прокурором Ферганской области и заместителем Генерального прокурора Узбекистана.
В августе 2009 года указом президента Узбекистана Ислама Каримова назначен исполняющем обязанности хокима Ферганской области. 19 января 2010 года утверждён в должности.
5 ноября 2011 года отстранён от должности Кенгашем депутатов области.

## Награды
- Орден «Фидокорона хизматлари учун» (24.08.2004)
- Орден «Мехнат шухрати» (25.08.2010)